# حبیب‌الله داوران
حبیب‌الله داوران (متولد ۱۳۰۵ – فوت ۲ دی ۱۳۸۲ در تهران)

## فعالیتهای سیاسی
داوران از اعضای حزب ایران و جبهه ملی ایران بود که از سال ۱۳۲۴ به حزب ایران پیوست او دکترای دارو سازی داشت و در رشت و انزلی به شغل آموزگاری مشغول بود. داروخانه آفتاب را در رشت تاسیس نمود.حبیب‌الله داوران اولین استاندار گیلان بعد از انقلاب از ۱۳۵۷/۱۱/۲۸ الی ۱۳۵۸/۱۱/۱۰ گردید؛ و در سیاست‌های خود برای اداره استان نفرات منتخب برای مناصب فرمانداری و غیره را بر اساس تخصص و بومی گرایی اجرا نمود در زمان داوران برای اولین بار (و تنها بار در تاریخ گیلان) در ناحیه تالش فرماندار از اکثریت سنی مذهب (حسین دولتی) منطقه انتخاب گردید.

## فعالیت در جمعیت دفاع از آزادی و حاکمیت ملت ایران
او جزء مؤسسان «جمعیت دفاع از آزادی و حاکمیت ملت ایران» به رهبری مهندس بازرگان و دکترعلی اردلان در سال۱۳۶۴ بود و پس از انتشار نامه سرگشاده خطاب به علی اکبر هاشمی رفسنجانی که به نامه ۹۰ امضایی مشهور شد به دستور حکومت بازداشت شد.

## کتابدو خاطره از زندان(در مهمانی حاجی آقا)
دکتر داوران در این کتاب چگونگی دستگیری و سپس انتقالش به کمیته مشترک را که اکنون «بازداشتگاه توحید» نام دارد، شرح می‌دهد و چند و چون جلسات بازجویی، انتقال به اوین و محاکمه و آزادی اش را بازمی‌گوید. در مجموع آقای داوران ۹ ماه در زندان می‌گذراند و «حاجی آقا» یی که عنوان کتاب قرار گرفته، لقب سربازجوی داوران است.
بعداً این کتاب ممنوع النشر گردید و ۵ نفر از عوامل مؤثر در نشر ان تحت پیگرد قرار گرفتند.